# Mendes Botelho
José Mendes Botelho, mais conhecido como Mendes Botelho (Brasília de Minas, 7 de maio de 1942 — 6 de março de 2001) foi um professor, engenheiro mecânico e político brasileiro. Exerceu o mandato de deputado federal constituinte em 1988.
Mendes Botelho participou da alteração do Projeto de Resolução N° 231-A (1990); opinou pela prejudicialidade do Projeto de Resolução n° 30/91 e das Emendas oferecidas em Plenário; opinou pelo provimento do Recurso n° 79/92; e opinou pela constitucionalidade, juridicidade e técnica legislativa do Projeto de Resolução nº 75/9.

## Vida e família
Mendes Botelho nasceu em 1942, em Brasília de Minas, no estado de Minas Gerais. Filho de Cristóvão Alves Botelho e Percelina Mendes Pereira, Botelho se tornou bacharel em engenharia mecânica pela Universidade Católica de Belo Horizonte, no ano de 1968. 
Foi casado com Diva Marilena de Araújo Botelho e teve quatro filhas.
Morreu em 2001, seis anos após sair da vida política.

## Carreira política
Mendes Botelho iniciou sua carreira política em 1976 ao exercer o cargo de Vereador da cidade  de Santo André. 
Com o fim do bipartidarismo em novembro de 1979, filiou-se ao Partido Trabalhista Brasileiro (PTB). No pleito de novembro de 1982 concorreu a uma vaga na Câmara dos Deputados. Eleito, assumiu o mandato em fevereiro do ano seguinte. Neste período foi vice-presidente da Comissão de Transportes e suplente da Comissão de Defesa do Consumidor (1983).
Em 25 de abril de 1984 votou a favor da emenda Dante de Oliveira, que, apresentada na Câmara dos Deputados, propôs o restabelecimento das eleições diretas para presidente da República em novembro daquele ano. Como a emenda não obteve o número de votos indispensáveis à sua aprovação – faltaram 22 para que o projeto pudesse ser encaminhado à apreciação pelo Senado –, no Colégio Eleitoral, reunido em 15 de janeiro de 1985, Mendes Botelho votou no candidato oposicionista Tancredo Neves, eleito novo presidente da República pela Aliança Democrática, uma união do Partido do Movimento Democrático Brasileiro (PMDB) com a dissidência do Partido Democrático Social (PDS) abrigada na Frente Liberal. Contudo, por motivo de doença, Tancredo Neves não chegou a ser empossado na presidência, vindo a falecer em 21 de abril de 1985. Seu substituto no cargo foi o vice José Sarney, que já vinha exercendo interinamente o cargo desde 15 de março deste ano.
Mendes Botelho votou a favor do projeto que proibia a demissão do trabalhador sem justa causa. Durante esta legislatura, declarou-se ainda favorável à convocação de uma Assembléia Nacional Constituinte, à legalização do aborto, à reforma agrária e ao voto vinculado, e contra a censura, a legalização do jogo e o voto distrital.
Em novembro de 1986 elegeu-se deputado federal constituinte na legenda do PTB, iniciando novo mandato em fevereiro do ano seguinte, quando tiveram início os trabalhos da Constituinte. Foi membro titular da Subcomissão dos Direitos dos Trabalhadores e Servidores Públicos, da Comissão da Ordem Social; e suplente da Subcomissão da União, Distrito Federal e Territórios, da Comissão da Organização do Estado.
Nas principais votações da Constituinte, pronunciou-se contra o rompimento de relações diplomáticas com países com política de discriminação racial, o mandato de cinco anos para Sarney, a limitação dos encargos da dívida externa, a criação de um fundo de apoio à reforma agrária e a anistia aos micro e pequenos empresários. Votou a favor da limitação do direito de propriedade privada, do mandado de segurança coletivo, da legalização do aborto, da estabilidade no emprego, da remuneração 50% superior para o trabalho extra, da jornada semanal de 40 horas, do turno ininterrupto de seis horas, do aviso prévio proporcional, da unicidade sindical, da soberania popular, do voto aos 16 anos, do presidencialismo, do limite de 12% ao ano para os juros reais, da proibição do comércio de sangue, da legalização do jogo do bicho e da desapropriação da propriedade produtiva. Na defesa dos direitos sociais apresentou as seguintes prioridades: regulamentação do direito de greve, reformulação do ensino, defesa do consumidor, proteção ao meio ambiente e normatização de sistema único de saúde. No campo econômico defendeu propostas nacionalistas, como a participação do Estado na economia e a reforma agrária.
Após a promulgação da nova Carta Constitucional (5 de outubro de 1988), voltou a participar dos trabalhos legislativos ordinários na Câmara dos Deputados como segundo suplente da mesa, membro titular das comissões de Trabalho, de Transportes, de Viação, Transportes, Desenvolvimento Urbano e Interior, e suplente da Comissão de Defesa Nacional. Reeleito em outubro de 1990, assumiu novo mandato em fevereiro seguinte.
Na sessão da Câmara dos Deputados de 29 de setembro de 1992, votou pela abertura do processo de impeachment do presidente Fernando Collor de Melo, acusado de crime de responsabilidade por ligações com um esquema de corrupção liderado pelo ex-tesoureiro de sua campanha presidencial, Paulo César Farias. Afastado da presidência logo após a votação na Câmara, Collor renunciou ao mandato em 29 de dezembro de 1992, pouco antes da conclusão do processo pelo Senado, sendo efetivado na presidência da República o vice Itamar Franco, que já vinha exercendo o cargo interinamente desde o dia 2 de outubro.
Mendes Botelho deixou a Câmara em janeiro de 1995, ao final da legislatura.
Em 1999, Botelho voltou a cena política ao ser indicado pela Federação Nacional dos Ferroviários para assumir o cargo de juiz classista, no TRT. 

## Atividades profissionais e cargos públicos
- Engenheiro da Rede Ferroviária de São Paulo
- Professor de Matemática e Estatística (Instituto de Ensino Superior Senador Flaquer - Santo André/SP)
- Vereador da cidade de Santo André (1978 - 1983)
- Deputado Federal (1983 - 1995)
- Presidente do Sindicato dos Ferroviários do Estado de São Paulo (1983-2001)
- Juíz Classista no TRT (Tribunal Regional do Trabalho), em São Paulo

## Morte
José Mendes Botelho faleceu no dia 6 de março de 2001 após ingerir água que estava na geladeira de seu escritório. De acordo com o laudo publicado pelo Instituto Adolfo Lutz, o líquido estava contaminado com cianureto, uma substância imperceptível por não ter cheiro ou cor. Quem apurou o caso foi o 3° Departamento Policial (Santa Efigênia), presidido pelo delegado titular Francisco Missaci.
Assim que ingeriu o líquido, o presidente do sindicato foi levado para o Hospital Santa Izabel e encaminhado para a UTI, mas acabou não resistindo. De acordo com as investigações, a morte do sindicalista apresentava indícios de homicídio e o principal suspeito seria Marcos Antônio Coutinho da Silva, ex-diretor do sindicato.